# Elecciones federales de Malasia de 1986
Las séptimas elecciones federales de Malasia, octavas desde el establecimiento del Consejo Legislativo Federal, y sextas desde la unificación del país, tuvieron lugar en los días 2 y 3 de agosto de 1986 para renovar los 177 escaños del Dewan Rakyat, la cámara baja del Parlamento. Fueron adelantadas diez meses antes de lo previsto por el gobierno de Mahathir Mohamad. Además, se celebraron elecciones para once de las trece Asambleas Legislativas Estatales (quedando fuera las de Sabah y Sarawak).
El Barisan Nasional, coalición oficialista gobernante desde 1973, obtuvo la victoria con el 57% del voto popular y una mayoría de dos tercios con 148 escaños. Sin embargo, el Partido de Acción Democrática (DAP), uno de los principales movimientos de oposición, obtuvo un buen resultado con el 21% de los votos y 24 escaños, mientras que el Partido Islámico Panmalayo (PAS) experimentó un fuerte declive al ver reducida su representación parlamentaria a un solo escaño (ocupado por Nik Abdullah Arshad en el estado de Kelantan), aunque obtuvo más del 14% del voto popular. La participación fue del 74.39% del electorado registrado, sin contar las circunscripciones en las que los candidatos ganaron sin oposición. Con este resultado, Mahathir Mohamad fue reelegido como primer ministro de Malasia.
En el plano estatal, se renovaron 383 escaños en doce de las trece Asambleas Legislativas Estatales del país, siendo Sarawak el único estado que no realizó elecciones ese año, por haberlas celebrado en 1983. Sabah también tuvo sus elecciones estatales menos de un año atrás, en 1985, pero debido a una serie de disturbios entre marzo y abril el gobierno del Partido Unido de Sabah (PBS), único gobierno ajeno al Barisan Nasional, aceptó adelantarla. En estos comicios, el Barisan Nasional logró la mayoría en todas las legislaturas menos en Sabah, donde el PBS obtuvo mayoría de dos tercios. Sin embargo, meses después de retomar el gobierno el PBS aceptó unirse al frente oficialista, por lo que se considera a las elecciones de 1986 como la última ocasión en que una sola fuerza política (el Barisan Nasional) logró mayoría en todos los estados.

## Sistema electoral
Todo ciudadano que haya alcanzado la edad de veintiún años y que esté en la "fecha de calificación" (fecha por referencia a la cual se preparan o revisan las listas electorales) residente en un distrito electoral o, si no es así, se clasifica como "votante ausente" (uno que está registrado como un votante ausente con respecto a ese distrito electoral) tiene derecho a votar en ese distrito electoral en cualquier elección del Dewan Rakyat. Una persona está descalificada para ser elector si en la fecha de calificación está detenido como una persona con problemas de juicio, está en quiebra sin cargos, está cumpliendo una condena de prisión, o sigue siendo responsable, en virtud de una condena en cualquier parte de la Mancomunidad de Naciones, a una sentencia de muerte o encarcelamiento por un término superior a doce meses.
Los registros electorales se elaboran a nivel de distrito electoral y se revisan anualmente. El voto no es obligatorio. El voto postal está permitido para los votantes ausentes, los miembros de la fuerza policial, los responsables de ciertos deberes en la jornada electoral y los miembros de la Comisión Electoral misma. Todo ciudadano residente en la Federación está calificado para ser miembro del Dewan Rakyat si no tiene menos de 21 años y del Dewan Negara si tiene al menos treinta años.
Una persona está inhabilitada para ser miembro de cualquiera de las dos Cámaras del Parlamento si debe lealtad a cualquier país que no pertenezca a la Federación, haya sido declarado mentalmente insano, haya quedado en quiebra sin cargos, o haya sido condenado y sentenciado a una pena de no menos de un año o una multa de no menos de $2,000. Personas que tienen un "oficio público pago" (un trabajo de tiempo completo en cualquiera de los servicios públicos, como el cargo de cualquier juez del Tribunal Federal o de un Tribunal Superior, de procurador general o de un miembro de la Comisión Electoral), por su parte, no pueden ser simultáneamente miembros del Parlamento.
Cada candidato al Parlamento, que no necesita necesariamente ser miembro de un partido político: debe contar con el apoyo de seis electores registrados de su circunscripción. Un candidato al Dewan Rakyat debe hacer un depósito monetario de 1,000 Ringgit, que se reembolsan si el candidato recibe más de un octavo de los votos de la circunscripción disputada. Un candidato al Parlamento debe presentar una devolución de los gastos de campaña dentro del tiempo y el modo requeridos por la ley. Los gastos máximos permitidos son de 20,000 Ringgit.
Los diputados son elegidos en 177 distritos electorales de un solo miembro por mayoría simple de votos para un mandato de cinco años. Las elecciones parciales se llevan a cabo, o se realizan nombramientos, dentro de los 60 días (90 días en los estados de Sabah y Sarawak) para llenar los escaños parlamentarios que quedaran vacantes en las elecciones generales. Los escaños de los diputados que quedan vacantes dentro de los seis meses posteriores a la disolución programada del Parlamento no se cubren.

## Contexto
El gobierno de Mahathir Mohamad solicitó al Yang di-Pertuan Agong la disolución prematura del Parlamento y el llamado a elecciones adelantadas el 18 de julio de 1986, con el fin de reforzar el apoyo popular a las políticas de su gobierno, cuando el mandato constitucional de la legislatura electa en 1982 finalizaba originalmente el 14 de junio de 1987. El 24 de julio se realizaron las nominaciones de los candidatos y la campaña fue muy breve, durando ocho días. Había 425 candidatos, incluyendo 52 independientes, y el principal opositor al gobierno del BN fue el Partido de Acción Democrática (DAP), compuesto en su mayoría por chinos.
Tras el incidente del 13 de mayo de 1969, una serie de disturbios raciales que provocaron la debacle del Partido de la Alianza y su reemplazo por el BN, los mítines políticos fueron prohibidos en Malasia, por lo que la campaña electoral se limitó a un recorrido casa por casa y discursos en reuniones internas de cada partido. La campaña se centró en los problemas económicos (causados principalmente por la caída de los precios de las principales exportaciones de Malasia), la corrupción en el gobierno de Mahathir y el peligro del fundamentalismo islámico, que fue defendido por otro partido de la oposición, el Partido Islámico Panmalayo (PAS). El primer ministro prometió alentar nuevas viviendas de bajo costo, construcción de carreteras y manufactura para estimular el crecimiento económico. El DAP declaró que su intención a corto plazo era negarle al Frente Nacional la mayoría de dos tercios del Dewan Rakyat que conservaba desde su fundación en 1973, y que lo habilitaba para enmendar la Constitución Federal.
Aunque el DAP duplicó sus resultados de 1982, no logró su objetivo y el Frente Nacional revalidó su mayoría de dos tercios por amplio margen, obteniendo 148 de los 177 escaños. De este modo, Mahathir vio revalidado su mandato y reorganizó su gabinete el 11 de agosto.

## Resultados

### Dewan Rakyat
|  | 31.06 % |

|  | 46.89 % |

|  | 12.42 % |

|  | 9.60 % |

|  | 3.15 % |

|  | 2.82 % |

|  | 2.21 % |

|  | 3.39 % |

|  | 1.96 % |

|  | 2.26 % |

|  | 1.55 % |

|  | 5.65 % |

|  | 1.02 % |

|  | 4.52 % |

|  | 0.72 % |

|  | 2.26 % |

|  | 0.63 % |

|  | 0.56 % |

|  | 0.58 % |

|  | 2.82 % |

|  | 0.52 % |

|  | 2.82 % |

|  | 0.00 % |

|  | 0.00 % |

|  | 57.28 % |

|  | 83.62 % |

|  | 21.09 % |

|  | 13.56 % |

|  | 15.50 % |

|  | 0.56 % |

|  | 1.28 % |

|  | 0.00 % |

|  | 0.81 % |

|  | 0.00 % |

|  | 0.61 % |

|  | 0.00 % |

|  | 0.22 % |

|  | 0.00 % |

|  | 0.02 % |

|  | 0.00 % |

|  | 0.01 % |

|  | 0.00 % |

|  | 3.18 % |

|  | 2.26 % |

### Resultado por estado
|  | 66.47 % |

|  | 73.39 % |

|  | 33.53 % |

|  | 60.20 % |

|  | 73.00 % |

|  | 35.66 % |

|  | 4.09 % |

|  | 0.06 % |

|  | 54.14 % |

|  | 75.49 % |

|  | 45.86 % |

|  | 60.19 % |

|  | 78.66 % |

|  | 39.81 % |

|  | 49.44 % |

|  | 72.98 % |

|  | 39.73 % |

|  | 6.47 % |

|  | 4.36 % |

|  | 57.61 % |

|  | 82.77 % |

|  | 29.89 % |

|  | 11.53 % |

|  | 0.97 % |

|  | 64.31 % |

|  | 84.91 % |

|  | 22.90 % |

|  | 12.79 % |

|  | 63.90 % |

|  | 87.36 % |

|  | 21.54 % |

|  | 3.41 % |

|  | 11.15 % |

|  | 53.28 % |

|  | 65.83 % |

|  | 40.70 % |

|  | 3.41 % |

|  | 2.61 % |

|  | 30.28 % |

|  | 67.07 % |

|  | 28.01 % |

|  | 41.71 % |

|  | 64.43 % |

|  | 72.52 % |

|  | 30.34 % |

|  | 5.23 % |

|  | 58.43 % |

|  | 73.18 % |

|  | 32.18 % |

|  | 9.39 % |

|  | 61.59 % |

|  | 71.44 % |

|  | 17.75 % |

|  | 5.42 % |

|  | 15.24 % |

|  | 43.73 % |

|  | 52.84 % |

|  | 19.67 % |

|  | 10.47 % |

|  | 3.97 % |

|  | 22.16 % |

|  | 55.61 % |

|  | 65.99 % |

|  | 18.92 % |

|  | 25.20 % |

### Asambleas Legislativas Estatales
| Estado/ Territorio federal | Barisan Nasional | Barisan Nasional | Barisan Nasional | Barisan Nasional | DAP     | DAP    | DAP     | DAP         | PAS     | PAS    | PAS     | PAS         | PBS     | PBS    | PBS     | PBS         | Independientes y otros | Independientes y otros | Independientes y otros | Independientes y otros |
| Estado/ Territorio federal | Votos            | %                | Escaños          | ±                | Votos   | %      | Escaños | ±           | Votos   | %      | Escaños | ±           | Votos   | %      | Escaños | ±           | Votos                  | %                      | Escaños                | ±                      |
| -------------------------- | ---------------- | ---------------- | ---------------- | ---------------- | ------- | ------ | ------- | ----------- | ------- | ------ | ------- | ----------- | ------- | ------ | ------- | ----------- | ---------------------- | ---------------------- | ---------------------- | ---------------------- |
| Johor                      | 340.933          | 66.80%           | 35               | 3                | 73.653  | 14.43% | 1       | 1           | 47.184  | 9.25%  | 0       | 0           |         |        |         |             | 48.598                 | 9.52%                  | 0                      | 0                      |
| Kedah                      | 265.064          | 61.39%           | 25               | 1                | 17.035  | 3.95%  | 0       | Sin cambios | 149.546 | 34.63% | 3       | 1           | 134     | 0.03%  | 0       | Sin cambios |                        |                        |                        |                        |
| Kelantan                   | 179.735          | 52.44%           | 29               | 3                | 1.821   | 0.53%  | 0       | Sin cambios | 161.190 | 47.03% | 10      | Sin cambios | 0       | 0.00%  | 0       | Sin cambios |                        |                        |                        |                        |
| Malacca                    | 107.157          | 62.79%           | 17               | 1                | 41.660  | 24.41% | 3       | 1           | 19.761  | 11.58% | 0       | Sin cambios | 2.094   | 1.23%  | 0       | Sin cambios |                        |                        |                        |                        |
| Negeri Sembilan            | 123.731          | 62.59%           | 24               | 2                | 52.960  | 26.79% | 4       | 2           | 11.246  | 5.69%  | 0       | Sin cambios | 9.738   | 4.93%  | 0       | Sin cambios |                        |                        |                        |                        |
| Pahang                     | 168.138          | 64.92%           | 32               | 1                | 38.775  | 14.97% | 1       | Sin cambios | 49.739  | 19.21% | 0       | Sin cambios | 2.334   | 0.90%  | 0       | Sin cambios |                        |                        |                        |                        |
| Penang                     | 189.559          | 51.92%           | 23               | 2                | 138.843 | 38.03% | 10      | 8           | 29.913  | 8.19%  | 0       | Sin cambios | 6.771   | 1.85%  | 0       | Sin cambios |                        |                        |                        |                        |
| Perak                      | 341.613          | 54.88%           | 33               | 5                | 189.096 | 30.38% | 13      | 10          | 85.375  | 13.72% | 0       | Sin cambios | 6.400   | 1.03%  | 0       | Sin cambios |                        |                        |                        |                        |
| Perlis                     | 39.475           | 65.16%           | 14               | 3                |         |        |         |             | 20.194  | 33.33% | 0       | 1           | 912     | 1.51%  | 0       | Sin cambios |                        |                        |                        |                        |
| Sabah                      | 116.798          | 37.37%           | 13               | 7                |         |        |         |             |         |        |         |             | 166.136 | 53.16% | 34      | 9           | 26.372                 | 9.47%                  | 2                      | 2                      |
| Selangor                   | 300.420          | 62.49%           | 37               | 6                | 113.540 | 23.62% | 5       | 4           | 51.341  | 10.68% | 0       | Sin cambios |         |        |         |             | 15.443                 | 3.21%                  | 0                      | 1                      |
| Terengganu                 | 124.294          | 60.08%           | 30               | 7                |         |        |         |             | 82.186  | 39.73% | 2       | 3           | 384     | 0.19%  | 0       | Sin cambios |                        |                        |                        |                        |
| Total                      | 2.296.917        | 58.04%           | 312              | 31               | 667.383 | 16.86% | 37      | 25          | 707.675 | 17.88% | 15      | Sin cambios | 166.136 | 4.20%  | 34      | 9           | 119.180                | 3.01%                  | 2                      | 1                      |